# Daewoo Magnus
 (décembre 2018).
Si vous disposez d'ouvrages ou d'articles de référence ou si vous connaissez des sites web de qualité traitant du thème abordé ici, merci de compléter l'article en donnant les références utiles à sa vérifiabilité et en les liant à la section « Notes et références ».
La Daewoo Magnus est une berline du constructeur automobile Sud-Coréen Daewoo, devenu GM Daewoo, filiale de General Motors, produite de 2000 à 2006. Elle est vendue aussi en Europe sous le nom de Daewoo Evanda lors de sa commercialisation en 2002, en remplacement de la Daewoo Leganza, et sur certains marchés Chevrolet Evanda, Chevrolet Epica mais aussi Suzuki Verona, ou encore Formosa Magnus à Taïwan.

## Histoire
Elle était offerte avec deux choix de moteurs : un moteur à essence de 2,0l d'origine Holden, filiale australienne de General Motors, ou 2,5 litres ainsi que deux options de transmission (manuelle à 5 rapports ou automatique à 4 rapports). Certaines de ses caractéristiques comprenaient un siège à 8 réglages électriques pour le conducteur, la climatisation, un lecteur CD, l'ABS et même un toit ouvrant sur les modèles plus sophistiqués.
En France, elle est lancée en avril 2003 avec le seul bloc 2.0 essence 131 ch.

## Finitions
Finition disponible au lancement en France :
- CDX